# Rhopalomeces sericeus
Rhopalomeces sericeus är en skalbaggsart som först beskrevs av Aurivillius 1908.  Rhopalomeces sericeus ingår i släktet Rhopalomeces och familjen långhorningar. Inga underarter finns listade i Catalogue of Life.